# Побијеник
Побијеник је планина у југозападној Србији, у Рашкој области. Налази се са леве стране реке Лим. Највиши врх је Борак са 1423 метра надморске висине.